# 2. Bundesliga 2012-13
La temporada 2012-13 de la 2. Bundesliga corresponde a la 39.ª edición de la Segunda División de Alemania. La fase regular comenzó a disputarse el 3 de agosto de 2012 y terminó el 19 de mayo de 2013.

## Sistema de competición
Participaron en la 2. Bundesliga 18 clubes que, siguiendo un calendario establecido por sorteo, se enfrentan entre sí en dos partidos, uno en terreno propio y otro en campo contrario. El ganador de cada partido tiene tres puntos, el empate otorga un punto y la derrota, cero puntos.
El torneo se disputa entre los meses de agosto de 2012 y mayo de 2013. Al término de la temporada, los dos primeros clasificados ascenderán a la 1. Bundesliga, y el tercer clasificado disputará su ascenso con el antepenúltimo clasificado de la 1.Bundesliga. Los dos últimos descenderán a la 3. Liga y el antepenúltimo clasificado disputará su permanencia con el tercer clasificado de la 3. Liga.

### Clubes participantes

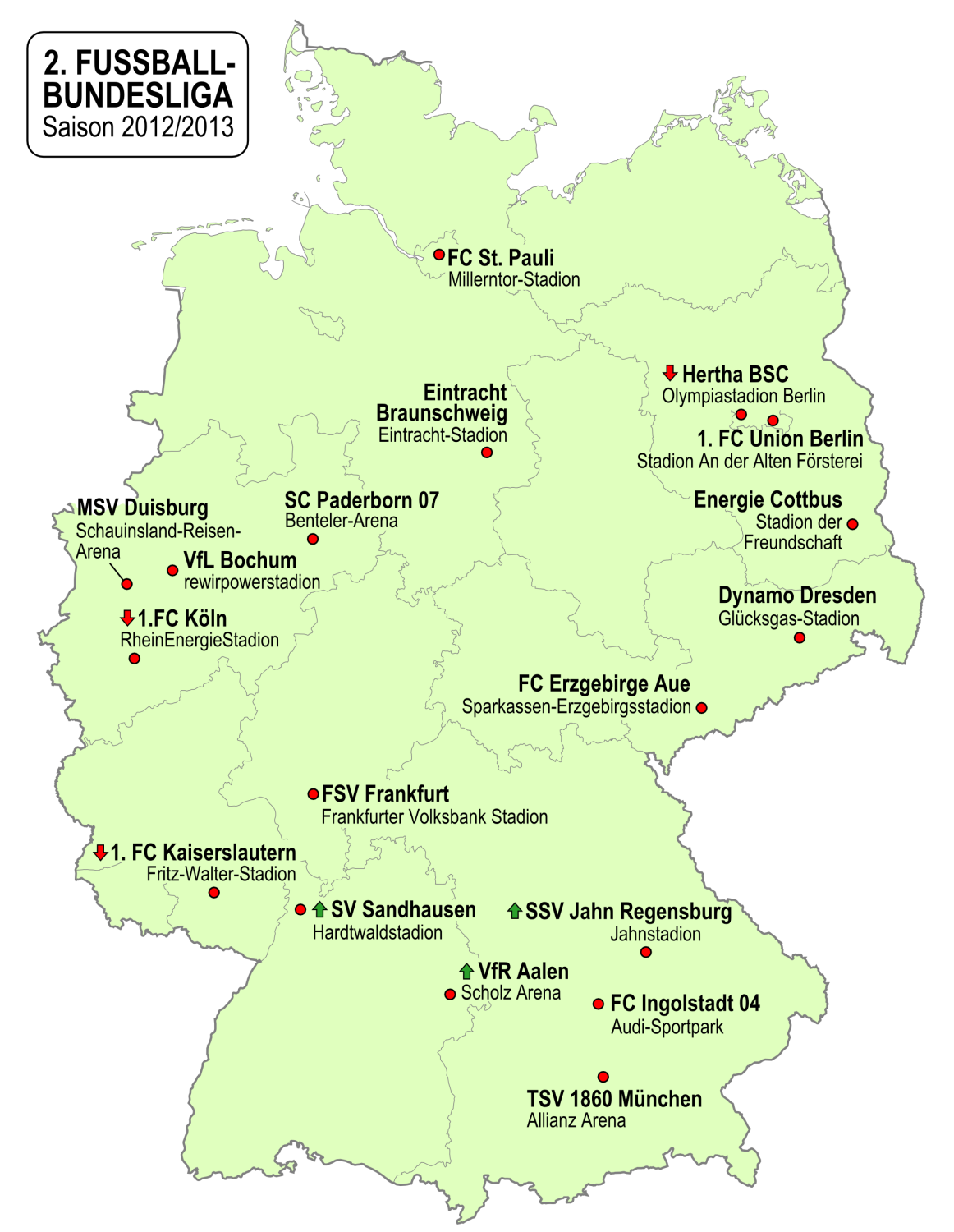
Mapa de equipos participantes

| Club                   | Ciudad             | Estadio                       | Aforo  |
| ---------------------- | ------------------ | ----------------------------- | ------ |
| Hertha de Berlín       | Berlín             | Estadio Olímpico de Berlín    | 76.065 |
| VfL Bochum             | Bochum             | Rewirpowerstadion             | 30.748 |
| Dinamo Dresde          | Dresde             | Glücksgas Stadion             | 32.066 |
| Eintracht Braunschweig | Braunschweig       | Eintracht-Stadion             | 25.540 |
| 1. FC Colonia          | Colonia            | RheinEnergieStadion           | 50.000 |
| Energie Cottbus        | Cottbus            | Stadion der Freundschaft      | 22.528 |
| FC Erzgebirge Aue      | Aue                | Erzgebirgsstadion             | 16.000 |
| 1. FC Kaiserslautern   | Kaiserslautern     | Fritz-Walter-Stadion          | 49.780 |
| FSV Fráncfort          | Fráncfort del Meno | Frankfurter Volksbank Stadion | 10.826 |
| VfR Aalen              | Aalen              | Scholz-Arena                  | 13.251 |
| SV Sandhausen          | Sandhausen         | Hardtwaldstadion              | 12.100 |
| FC Ingolstadt 04       | Ingolstadt         | Audi Sportpark                | 15.445 |
| SSV Jahn Regensburg    | Ratisbona          | Jahnstadion                   | 12.500 |
| MSV Duisburgo          | Duisburgo          | Schauinsland-Reisen-Arena     | 31.500 |
| 1860 Múnich            | Múnich             | Allianz Arena                 | 69.901 |
| SC Paderborn 07        | Paderborn          | Energieteam Arena             | 15.000 |
| FC St. Pauli           | Hamburgo           | Millerntor-Stadion            | 24.487 |
| Union Berlin           | Berlín             | Alte Försterei                | 18.432 |

## Clasificación
|     | Equipo                 | PJ | PG | PE | PP | GF | GC | DG  | PTS |
| --- | ---------------------- | -- | -- | -- | -- | -- | -- | --- | --- |
| 1.  | Hertha Berlín          | 34 | 22 | 10 | 2  | 65 | 28 | +37 | 76  |
| 2.  | Eintracht Braunschweig | 34 | 19 | 10 | 5  | 52 | 34 | +18 | 67  |
| 3.  | 1. FC Kaiserslautern   | 34 | 15 | 13 | 6  | 55 | 33 | +22 | 58  |
| 4.  | FSV Fráncfort          | 34 | 16 | 6  | 12 | 55 | 45 | +10 | 54  |
| 5.  | 1. FC Colonia          | 34 | 14 | 12 | 8  | 43 | 33 | +10 | 54  |
| 6.  | TSV 1860 Múnich        | 34 | 12 | 13 | 9  | 39 | 31 | +8  | 49  |
| 7.  | 1. FC Union Berlin     | 34 | 13 | 10 | 11 | 50 | 49 | +1  | 49  |
| 8.  | Energie Cottbus        | 34 | 12 | 12 | 10 | 41 | 36 | +5  | 48  |
| 9.  | VfR Aalen              | 34 | 12 | 10 | 12 | 40 | 39 | +1  | 46  |
| 10. | FC St. Pauli           | 34 | 11 | 10 | 13 | 44 | 47 | -3  | 43  |
| 11. | MSV Duisburgo          | 34 | 11 | 10 | 13 | 37 | 49 | -12 | 43  |
| 12. | SC Paderborn 07        | 34 | 11 | 9  | 14 | 45 | 45 | 0   | 42  |
| 13. | FC Ingolstadt 04       | 34 | 10 | 12 | 12 | 36 | 43 | -7  | 42  |
| 14. | VfL Bochum             | 34 | 10 | 8  | 16 | 40 | 52 | -12 | 38  |
| 15. | FC Erzgebirge Aue      | 34 | 9  | 10 | 15 | 39 | 46 | -7  | 37  |
| 16. | Dynamo Dresden         | 34 | 9  | 10 | 15 | 35 | 49 | -14 | 37  |
| 17. | SV Sandhausen          | 34 | 6  | 8  | 20 | 38 | 66 | -28 | 26  |
| 18. | SSV Jahn Regensburg    | 34 | 4  | 7  | 23 | 36 | 65 | -29 | 19  |

| Legende |                                           |
|         | Asciende a Bundesliga 2013-14             |
|         | Promoción de ascenso a Bundesliga 2013-14 |
|         | Promoción de descenso a 3. Liga 2013-14   |
|         | Desciende a 3. Liga 2013-14               |

### Campeón
|                                                           |
|                                                           |
| Hertha BSC Berlín 3.er título Asciende a la 1. Bundesliga |
| También asciende Eintracht Braunschweig como vicecampeón. |

- Actualizado el 20 de mayo de 2013.

## Play-offs de ascenso y descenso

### Partido por el ascenso
| 23 de mayo de 2013 20:30 | TSG 1899 Hoffenheim              | 3:1 (2:0) | FC Kaiserslautern | Rhein-Neckar-Arena, Sinsheim                            |                                                         |
|                          | Firmino 11' 29' · Schipplock 67' | Reporte   | Idrissou 58'      | Asistencia: 30 135 espectadores Árbitro(s): Felix Brych | Asistencia: 30 135 espectadores Árbitro(s): Felix Brych |

| 27 de mayo de 2013 20:30 | FC Kaiserslautern | 1:2 (0:1) | TSG 1899 Hoffenheim           | Fritz-Walter-Stadion, Kaiserslautern                      |                                                           |
|                          | Baumjohann 65'    |           | Abraham 44' · Vestergaard 74' | Asistencia: 49.780 espectadores Árbitro(s): Florian Meyer | Asistencia: 49.780 espectadores Árbitro(s): Florian Meyer |

- El FC Kaiserslautern permanece en la 2. Bundesliga.

### Partido por el descenso
| 24 de mayo de 2013 20:30 | VfL Osnabrück | 1:0 (1:0) | Dinamo Dresde | Osnatel-Arena, Osnabrück |  |
|                          | Manno 43'     |           |               |                          |  |

| 28 de mayo de 2013 20:30 | Dinamo Dresde        | 2:0 (1:0) | VfL Osnabrück | Glückgas - Stadion, Dresde |  |
|                          | Fiel 33' · Ouali 72' |           |               |                            |  |

- El Dinamo Dresde permanece en la 2. Bundesliga.

## Goleadores
| Pos. | Jugador             | Equipo                 | Goles |
| ---- | ------------------- | ---------------------- | ----- |
| 1°   | Dominick Kumbela    | Eintracht Braunschweig | 19    |
| 2°   | Daniel Ginczek      | FC St. Pauli           | 18    |
| 3°   | Ronnny              | Hertha Berlín          | 18    |
| 4°   | Mohammadou Idrissou | FC Kaiserslautern      | 17    |
| 5°   | Boubacar Sanogo     | Energie Cottbus        | 15    |
| 6°   | Albert Bunjaku      | FC Kaiserslautern      | 13    |
| 7°   | Anthony Ujah        | 1. FC Colonia          | 13    |
| 8°   | Benjamin Lauth      | 1860 Múnich            | 12    |
| 9°   | Edmond Kapllani     | FSV Fráncfort          | 11    |
| 10°  | Dennis Kruppke      | Eintracht Braunschweig | 11    |